# Parque José Batlle y Ordóñez
El Parque José Batlle y Ordóñez, conocido como Parque Batlle, es un parque de la ciudad de Montevideo ubicado en el barrio homónimo de la capital. 
Lleva su nombre en homenaje al presidente José Batlle y Ordóñez. Antiguamente fue conocido como "Parque de los Aliados".

## Características
El Parque Batlle es una especie de complejo deportivo y recreativo, siendo el más grande e importante de la capital uruguaya.
Allí se encuentran tres estadios de fútbol: el Estadio Centenario, el Estadio Parque Palermo y el Estadio Parque Luis Méndez Piana, así como varias canchas de fútbol 5 y baby fútbol. Además tiene otras instalaciones deportivas: la Pista de Atletismo Darwin Piñeyrúa, el Velódromo Municipal, el Club Uruguayo de Tiro y el Instituto Superior de Educación Física. El parque es un lugar ideal para pasear, hacer caminatas o ejercicio y disfrutar del aire puro que proporciona la zona arbolada. Cerca del Estadio Centenario se encuentra el monumento La carreta, obra de José Belloni.

## Historia
Al final de la principal avenida de Montevideo existía a principios del siglo XX una zona aún agreste, desnivelada y oscura, que se conocía como campo Pereira, ya que en ese lugar don Antonio Gabriel Pablo Nereo Pereira y Vidal (1838-1906) había donado 11 hectáreas para la construcción de un parque. Pereira era dueño del extenso campo que los lugareños conocían también como campo Chivero, pues allí se llevaban las chivas a pastar.
El 7 de febrero de 1906 falleció don Antonio Pereira. Aunque los herederos fueron sus sobrinos, Julio Pereira y Dolores Pereira de Rossell, por testamento legó parte de sus bienes al Municipio y este los usó para adquirir nuevas fracciones, a fin de formar con el conjunto un gran parque.
El arquitecto y paisajista francés Carlos Thays, con la colaboración de su colega y coterráneo Carlos Racine, proyectó para Montevideo el parque Central, creado por ley de marzo de 1907, que desde 1911 comenzó a ser ensanchado (expropiaciones mediante) y embellecido. También se proyectaron amplios bulevares y avenidas; en particular, se destaca la avenida de circunvalación que lleva el nombre del médico Américo Ricaldoni.
Al finalizar la Primera Guerra Mundial (1914-1918) el parque Central cambió su nombre por el de parque de los Aliados, en homenaje a las naciones aliadas vencedoras en el conflicto. Las expropiaciones siguieron avanzando hasta alcanzar las 60 hectáreas actuales.
Tras el fallecimiento en 1929 de José Batlle y Ordóñez, impulsor de las leyes de creación de la Comisión Nacional de Educación Física y los juegos deportivos, entre otras, el 5 de mayo de 1930 el parque de los Aliados pasó a llamarse parque Batlle y Ordóñez, denominación que conserva hasta la actualidad.